# Aega falcata
Aega falcata is een pissebed uit de familie Aegidae. De wetenschappelijke naam van de soort is voor het eerst geldig gepubliceerd in 2001 door Kensley & Chan.